# Berengaria di Navarra
Berengaria Sánchez, detta anche Berenguela di Navarra (Berenguela anche in spagnolo, in asturiano, in aragonese, in portoghese, in galiziano -in portoghese e galiziano anche Berengária-, Berenguera in catalano e Berengaria in basco e in inglese; Berengaria in latino) (Tudela, 1165 circa – Le Mans, 23 dicembre 1230), fu principessa di Navarra e regina consorte d'Inghilterra dal 1191 al 1199, e dal 1229 fu reggente ed erede del regno di Navarra.

## Origine
Secondo il Nobiliario de D. Pedro Conde de Barcelos hijo del Rey D. Dionis de Portugal Berengaria era la figlia primogenita del re di Navarra Sancho VI il Saggio e Sancha di Castiglia, figlia del re di León e Castiglia, Alfonso VII e di Berenguela di Barcellona, figlia del conte di Barcellona, Raimondo Berengario III e quindi sorella del principe d'Aragona e conte di Barcellona Raimondo Berengario IV..

Sancho VI, secondo le "Corónicas" Navarras, era figlio del re di Navarra García IV Ramírez il Restauratore e di Margherita de l'Aigle (?-25 maggio 1141), figlia di Gilbert de l'Aigle e Giuliana di Perche.

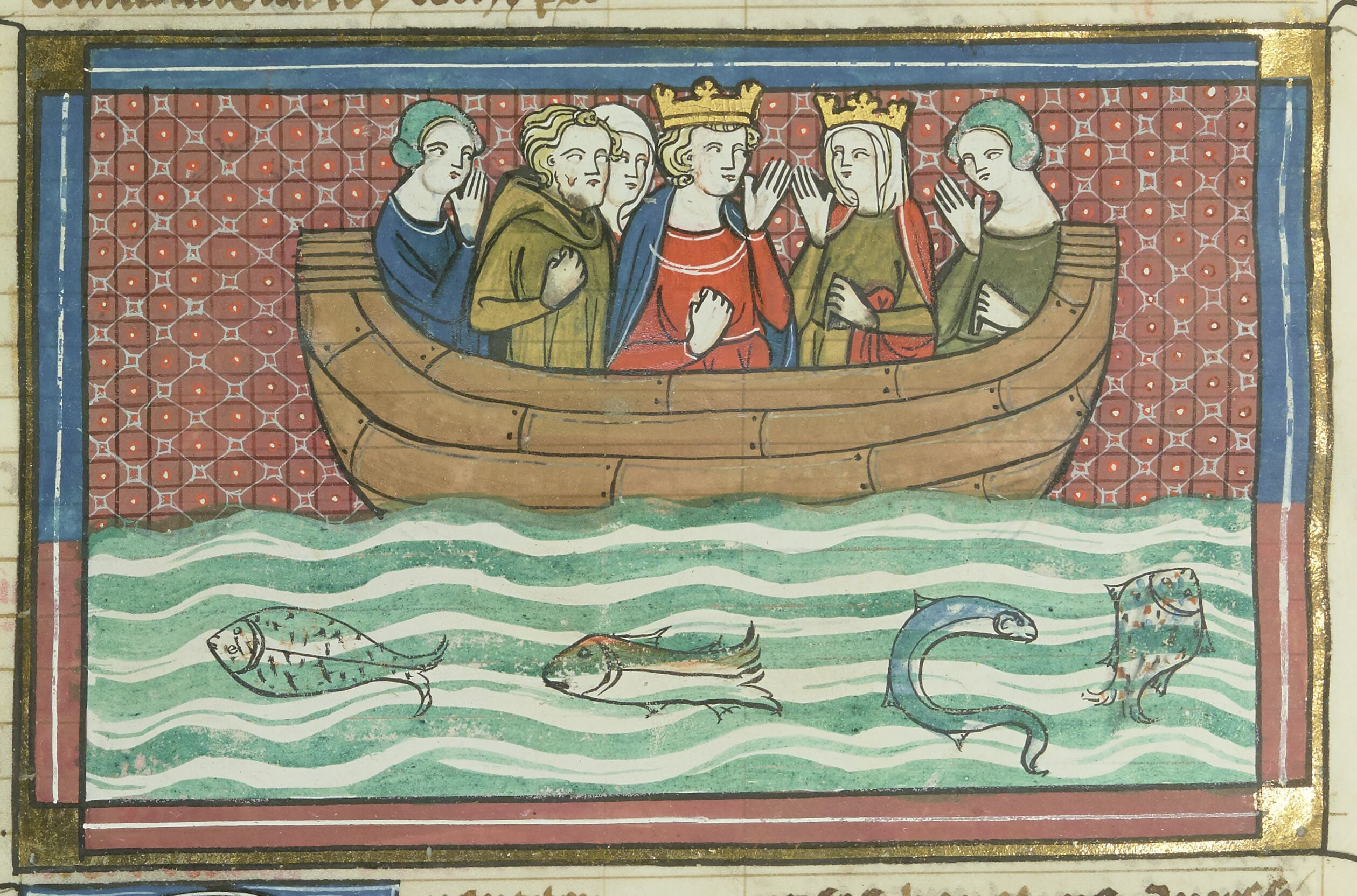
Berengaria di Navarra e Riccardo lasciano Cipro per la Terra Santa.

## Biografia
Alberic de Trois-Fontaines, nella sua cronaca, cita Berengaria, come moglie di Riccardo I d'Inghilterra (Berengariam, quam rex Anglorum Richardus....in uxorem duxerat) e sorella di Bianca di Navarra (Blancham sororis regis Navarreorum), e, come riporta anche il Diccionario biográfico español, Real Academia de la Historia, Berengaria era sorella del re di Navarra, Sancho VII.
Verso la metà del decennio 1180-1190, Berengaria conobbe Riccardo Cuor di Leone (1155-1199) e la di lui madre, Eleonora d'Aquitania, favorì il loro fidanzamento; però il principe inglese era già impegnato con Adele di Francia (1160-1221) (dal 1169 la principessa era stata promessa a Riccardo, per un accordo tra il padre di Riccardo, Enrico II d'Inghilterra ed il padre di Alice, Luigi VII di Francia). E dopo la morte di Luigi il nuovo re di Francia, Filippo Augusto aveva inviato la sorellastra alla corte d'Inghilterra.
Nel 1186, il compromesso di matrimonio tra Riccardo e Alice fu ribadito dai re di Francia ed Inghilterra, e Riccardo che amava Berengaria, lo sottoscrisse seppur a malincuore, come riporta lo storico medievalista britannico, Frederick Maurice Powicke.
Dopo essere diventato (1189) re d'Inghilterra, nel luglio 1190, Riccardo partito per la Terza crociata assieme a Filippo Augusto, si diresse in Sicilia, come riporta Matteo di Parigi, nel suo Chronica majora, per aiutare la sorella, Giovanna d'Inghilterra, rimasta vedova del re di Sicilia Guglielmo II il Buono, che era rinchiusa nel castello della Zisa, senza che gli fosse stata restituita la dote.

Come riporta lo storico e numismatico francese, Ferdinand Chalandon, per costringere il nuovo re di Sicilia, Tancredi, ad accettare tutte le sue richieste (oltre alla dote della sorella, una donazione promessa a suo padre, Enrico II d'Inghilterra), Riccardo attaccò e occupò Messina, per cui Tancredi venne a patti con Riccardo.
Dopo la caduta di Messina, Riccardo si rifiutò di sposare la fidanzata ufficiale, Alice, rinviandola al fratello Filippo Augusto, con il quale, Alice avrebbe proseguito la crociata, e si ritenne libero di sposare finalmente Berengaria, che si trovava in Aquitania, presso la madre di Riccardo, Eleonora d'Aquitania, a cui chiese di raggiungerlo con la fidanzata.
All'inizio del 1191, mentre Filippo Augusto si diresse in Palestina, Riccardo, dopo che Eleonora di Aquitania era rientrata a Poitiers, in Aquitania, essendo la reggente in assenza del figlio, con Giovanna e Berengaria, parti a sua volta per la Terra santa, ma fu colto da una tempesta che divise la flotta: mentre Riccardo riparava a Rodi, i marosi spinsero Giovanna e Berengaria verso Cipro, dove arrivarono nell'aprile del 1191, e furono catturate dal despota Isacco Comneno; Riccardo liberò la sorella e la fidanzata e, dopo aver catturato Isacco ed averlo relegato in una segreta, il 12 maggio 1191, sposò Berengaria, come narra Matteo di Parigi narra del matrimonio a Cipro, chiamando Berengaria figlia del re di Navarra (desponsavit ibi filiam regis de Navaria, nomine Berengariam) nella Cappella di San Giorgio a Limassol.

Subito dopo il matrimonio il vescovo di Évreux incoronò Berengaria, regina d'Inghilterra.
Dopo il matrimonio, Riccardo sempre insieme a Berengaria e Giovanna raggiunsero Acri. Berengaria visse a San Giovanni d'Acri, mentre il marito combatteva contro il Saladino.
Riccardo assieme a Berengaria e la cognata Giovanna, salparono, dalla Palestina, nell'autunno del 1191, ma nel mare dell'Illiria furono divisi da una tempesta, che obbligò Riccardo a rientrare in Aquitania, attraverso il Sacro Romano Impero, dove venne imprigionato.

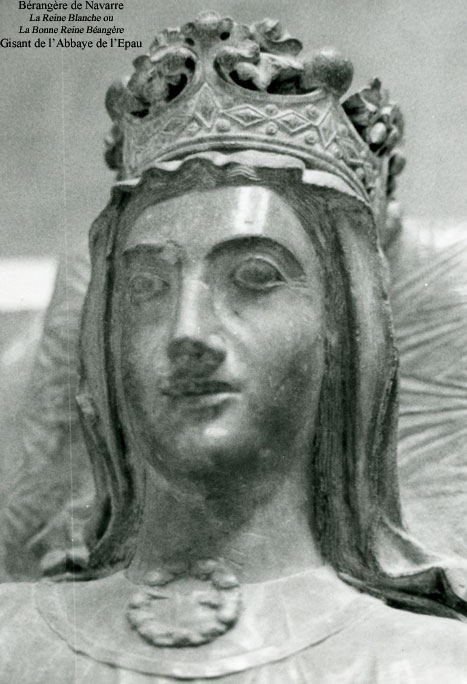
Testa dell'effigie sulla tomba di Berengaria di Navarra.

Durante la prigionia di Riccardo in Germania, Berengaria visse in Francia, nel Poitou, dove risiedeva sua suocera, cercando di mettere insieme il prezzo del riscatto del marito, Riccardo, che avvenne nel febbraio 1194, dopo il pagamento di centomila marchi d'argento.
Secondo le "Corónicas" Navarras, suo padre, Sancho VI morì a Pamplona il 27 giugno 1194 (Anno Domini MCXCIIII obiit Santius illustris rex Navarre....quinto Kalendas Iulii), mentre gli Annales Compostellani erroneamente riportano il 1195 (Era MMXXXIII. Sancius Rex Navarræ) e fu tumulato nella stessa Pamplona nella cattedrale di Santa Maria, come riporta il Diccionario biográfico español, Real Academia de la Historia.
Nei cinque anni che seguirono, Berengaria attese di essere chiamata alla corte del marito, ma sembra che ciò non avvenne mai.
Rimasta vedova (1199), non ricevette da Giovanni d'Inghilterra, successore di Riccardo le spettanze per la vedovanza; li ricevette solo dopo che la suocera intercesse per lei e papa Innocenzo III minacciò Giovanni con l'interdetto. Alla fine , nel 1213, ricevette 15.000 marchi d'argento.

Enrico III d'Inghilterra, successore di Giovanni, dal 1215, sospese i pagamenti.
Alla morte della suocera, Eleonora d'Aquitania, nel 1204, ricevette le città della Normandia, Falaise e Domfront, che cedette al re di Francia , Filippo Augusto, in cambio del titolo di contessa vedova del Maine. 

Berengaria prese possesso e visse a Le Mans, senza più sposarsi.
Nel 1229 alla morte della sorella, Bianca di Navarra, le subentrò nella reggenza del regno di Navarra, per conto di suo fratello, il re di Navarra, Sancho VII, che si era ritirato a vivere a Tudela.
Morì il 23 dicembre 1230, come riporta Alberico delle tre Fontane (10 Kalendas January regina Berengaria donna cenomanensis, relicta quondam regis Anglie Richardi) e fu sepolta a Le Mans, nell'abbazia di l'Épau, che aveva fondato l'anno prima.

## Figli
Il matrimonio non produsse figli e i due sposi vissero quasi sempre separati, al punto che è stato a volte suggerito che le nozze non furono neppure consumate.

## Ascendenza
|                              |                      |                                       | Genitori                             |  |  | Nonni |  |  | Bisnonni                 |  |  | Trisnonni                |  |
|                              |                      |                                       |                                      |  |  |       |  |  | Ramiro Sánchez di Monzón |  |  | Sancho Garcés di Navarra |  |
|                              |                      |                                       |                                      |  |  |       |  |  | Ramiro Sánchez di Monzón |  |  | Sancho Garcés di Navarra |  |
|                              |                      | Costanza Sánchez                      |                                      |  |  |       |  |  | Ramiro Sánchez di Monzón |  |  |                          |  |
| García IV Ramírez di Navarra |                      |                                       |                                      |  |  |       |  |  | Ramiro Sánchez di Monzón |  |  |                          |  |
|                              |                      | Cristina Rodríguez                    | El Cid                               |  |  |       |  |  |                          |  |  |                          |  |
|                              |                      | Cristina Rodríguez                    | El Cid                               |  |  |       |  |  |                          |  |  |                          |  |
|                              |                      | Cristina Rodríguez                    | Jimena Díaz                          |  |  |       |  |  |                          |  |  |                          |  |
| Sancho VI di Navarra         |                      | Cristina Rodríguez                    |                                      |  |  |       |  |  |                          |  |  |                          |  |
|                              |                      | Gilbert de L'Aigle                    | …                                    |  |  |       |  |  |                          |  |  |                          |  |
|                              |                      | Gilbert de L'Aigle                    | …                                    |  |  |       |  |  |                          |  |  |                          |  |
|                              |                      | Gilbert de L'Aigle                    | …                                    |  |  |       |  |  |                          |  |  |                          |  |
| Margherita de l'Aigle        |                      | Gilbert de L'Aigle                    |                                      |  |  |       |  |  |                          |  |  |                          |  |
|                              |                      | Julienne du Perche                    | …                                    |  |  |       |  |  |                          |  |  |                          |  |
|                              |                      | Julienne du Perche                    | …                                    |  |  |       |  |  |                          |  |  |                          |  |
|                              |                      | Julienne du Perche                    | …                                    |  |  |       |  |  |                          |  |  |                          |  |
| Berengaria di Navarra        |                      | Julienne du Perche                    |                                      |  |  |       |  |  |                          |  |  |                          |  |
|                              | Raimondo di Borgogna | Guglielmo I di Borgogna               |                                      |  |  |       |  |  |                          |  |  |                          |  |
|                              | Raimondo di Borgogna | Guglielmo I di Borgogna               |                                      |  |  |       |  |  |                          |  |  |                          |  |
|                              | Raimondo di Borgogna | Stefania di Longwy                    |                                      |  |  |       |  |  |                          |  |  |                          |  |
| Alfonso VII di León          | Raimondo di Borgogna |                                       |                                      |  |  |       |  |  |                          |  |  |                          |  |
|                              |                      | Urraca di Castiglia                   | Alfonso VI di León                   |  |  |       |  |  |                          |  |  |                          |  |
|                              |                      | Urraca di Castiglia                   | Alfonso VI di León                   |  |  |       |  |  |                          |  |  |                          |  |
|                              |                      | Urraca di Castiglia                   | Costanza di Borgogna                 |  |  |       |  |  |                          |  |  |                          |  |
| Sancha di León e Castiglia   |                      | Urraca di Castiglia                   |                                      |  |  |       |  |  |                          |  |  |                          |  |
|                              |                      | Raimondo Berengario III di Barcellona | Raimondo Berengario II di Barcellona |  |  |       |  |  |                          |  |  |                          |  |
|                              |                      | Raimondo Berengario III di Barcellona | Raimondo Berengario II di Barcellona |  |  |       |  |  |                          |  |  |                          |  |
|                              |                      | Raimondo Berengario III di Barcellona | Matilde d'Altavilla                  |  |  |       |  |  |                          |  |  |                          |  |
| Berengaria di Barcellona     |                      | Raimondo Berengario III di Barcellona |                                      |  |  |       |  |  |                          |  |  |                          |  |
|                              |                      | Dolce I di Provenza                   | Gilberto I di Gévaudan               |  |  |       |  |  |                          |  |  |                          |  |
|                              |                      | Dolce I di Provenza                   | Gilberto I di Gévaudan               |  |  |       |  |  |                          |  |  |                          |  |
|                              |                      | Dolce I di Provenza                   | Gerberga di Provenza                 |  |  |       |  |  |                          |  |  |                          |  |
|                              |                      | Dolce I di Provenza                   |                                      |  |  |       |  |  |                          |  |  |                          |  |

### Fonti primarie
- (LA)  #ES España sagrada, Volume 23.
- (LA)  Monumenta Germaniae Historica, Scriptores, Tomus XXIII.
- (LA)  (ES)  "Corónicas" Navarras.
- (LA)  Matthæi Parisiensis, monachi Sancti Albani, Chronica majora.

### Letteratura storiografica
- J.M. Hussey, Gli ultimi macedoni, i Comneni e gli Angeli, 1025-1204, cap. VI, vol. III (L'impero bizantino) della Storia del Mondo Medievale, 1999, pp. 230–290.
- Ferdinando Chalandon, La conquista normanna dell'Italia meridionale e della Sicilia, cap. XIV, vol. IV (La riforma della chiesa e la lotta fra papi e imperatori) della Storia del Mondo Medievale, 1999, pp. 483–529.
- Charles Lethbridge Kingsford, Il regno di Gerusalemme, 1099-1291, cap. XXI, vol. IV (La riforma della chiesa e la lotta fra papi e imperatori) della Storia del Mondo Medievale, 1999, pp. 757–782.
- Frederick Maurice Powicke, I regni di Filippo Augusto e Luigi VIII di Francia, cap.XIX, vol V (Il trionfo del papato e lo sviluppo comunale) della Storia del Mondo Medievale, 1999, pp. 776–828
- Rafael Altamira, La Spagna (1031-1248), in «Storia del mondo medievale», cap.XXI, vol V (Il trionfo del papato e lo sviluppo comunale) della Storia del Mondo Medievale, 1999, pp. 865–896
- Doris M. Stenton, Inghilterra: Enrico II, cap. III, vol. VI (Declino dell'impero e del papato e sviluppo degli stati nazionali) della Storia del Mondo Medievale, 1999, pp. 99–142
- Frederick Maurice Powicke, Inghilterra: Riccardo I e Giovanni, cap. IV, vol. VI (Declino dell'impero e del papato e sviluppo degli stati nazionali) della Storia del Mondo Medievale, 1999, pp. 143–197
- (PT)  #ES Nobiliario de D. Pedro Conde de Bracelos